# ジョージ・ヴィリアーズ (第2代バッキンガム公)
第2代バッキンガム公ジョージ・ヴィリアーズ（George Villiers, 2nd Duke of Buckingham, KG, PC, FRS, 1628年1月30日 - 1687年4月16日）は、清教徒革命（イングランド内戦）から王政復古期のイングランドの貴族、政治家。

## 経歴
初代バッキンガム公ジョージ・ヴィリアーズと第6代ラトランド伯爵フランシス・マナーズの娘キャサリン・マナーズの次男。
生まれて間もない1628年に父が暗殺されたため、姉メアリーや弟フランシスと共にイングランド王チャールズ1世に引き取られて子供達と共に養育され、ケンブリッジ大学トリニティ・カレッジに学んだ。1642年に第一次イングランド内戦が勃発すると王党派に属して議会派と戦ったが、長期議会から所領仮差し押さえ措置を受け、翌1643年には行く末を案じた親類の説得で戦闘を止め、弟と一緒にヨーロッパで学業に専念することになった。旅行中はトスカーナ大公フェルディナンド2世の影響で放蕩に溺れ始めたが、1646年の第一次内戦終結で所領を返還された。
しかし1648年の第二次イングランド内戦に敗れて弟は戦死、所領は再び差し押さえられて自身はオランダへ亡命、チャールズ2世に仕え1651年に一旦共和国となったイングランドへ帰国して第三次イングランド内戦のウスターの戦いに参戦したが、敗れて再び亡命した。1657年にまたもやイングランドに帰国、護国卿オリバー・クロムウェルの信用を獲得、旧領の大半を所有していた前議会軍司令官トーマス・フェアファクスの娘で相続人メアリーと結婚、それにより財産回復を企てたが、やがて怪しまれて共和国政府に逮捕されロンドン塔へ投獄された。
1660年の王政復古で釈放されチャールズ2世に仕え、所領回復を果たし、1662年から枢密顧問官に加えられ、1665年に第二次英蘭戦争が始まるとチャールズ2世の弟のヨーク公ジェームズ（後のジェームズ2世）が指揮する海軍に加わりオランダ商船を襲撃した。1667年6月にクラレンドン伯爵エドワード・ハイドを批判した罪で再びロンドン塔へ投獄されたが、従姪に当たるチャールズ2世の愛人バーバラ・パーマーの口添えで9月に釈放、同年にクラレンドン伯が失脚するとチャールズ2世に登用され、Cabalの一員（他にクリフォード男爵、アーリントン伯、シャフツベリ伯、ローダーデイル公）として政治活動に励むこととなった。
1670年12月にフランス王ルイ14世とドーヴァーの密約を締結したが、既に7ヶ月前の5月にチャールズ2世とルイ14世との間で密約が結ばれていたため、それを知らないバッキンガム公は両国との交渉に奔走、茶番を演じさせられていたに過ぎなかった。またチャールズ2世のカトリック改宗の裏条項も知らされていなかったため、後に政府と対立する原因になる。一方、チャールズ2世の新しい愛人としてルイーズ・ケルアイユを引き入れ、1672年に仏蘭戦争が勃発するとオラニエ公ウィレム3世の下へ早期講和の使者としてアーリントン伯とハリファックス子爵ジョージ・サヴィルと共にオランダへ派遣された。
しかしオランダとの交渉が失敗してからは下り坂になり、1673年に裏条項の存在を知るや関与していたアーリントン伯を弾劾しようとしたが、自身が身持ちの悪さで議会に非難されcabalは足並みが乱れた。第三次英蘭戦争がイングランドの不利になると議会から反発の声が上がり、それに伴いcabalは1674年に崩壊、バッキンガム公はチャールズ2世に疎まれ下野した。
以後は野党化して貴族院でシャフツベリ伯と共に旧王党派とジェントリを主体としたグループで反対派を形成（後のホイッグ党）、ロンドンの中下層市民を主体とした急進派のパトロンにもなり宗教的寛容を支持、そうした反抗が災いして1677年に再度ロンドン塔へ投獄される羽目になった。1681年に宮廷へ再出仕した一方で、国王の反撃に備えてシャフツベリ伯と共にロンドンのギルドへ加入して市民権取得、カトリック陰謀事件を生んだタイタス・オーツを利用するなどダンビー伯トマス・オズボーンが率いる政権に対する反政府活動も継続したが、やがて過激化していくシャフツベリ伯から離れ、1682年に数々の乱行で健康を損ねたことから引退を決意、1685年にヨークシャーへ引退、1687年に59歳で亡くなった。子供は無くバッキンガム公は断絶、ヴィリアーズ家は父の兄の家系がジャージー伯爵及びその分家クラレンドン伯爵として存続している。
放蕩者として悪名高く、1670年代にシュルーズベリー伯爵フランシス・タルボットの妻アンと愛人関係にあったことから貴族院で激しい非難を浴びた。決闘でシュルーズベリー伯を殺しただけでなく、アンを自宅に連れて庶子を儲け、この子供が夭折するとウェストミンスター寺院に埋葬するなどの問題行動を取ったからであり、アンと縁を切り自身の行状で貴族院に謝罪せざるを得なかった。またフランスで色恋沙汰を起こした父と同じくブルボン家とも問題を起こし、チャールズ2世の末妹ヘンリエッタ・アン・ステュアートがルイ14世の弟オルレアン公フィリップ1世との結婚で渡仏すると、横恋慕していたバッキンガム公はヘンリエッタの護衛に志願して渡仏した。ヘンリエッタとルイ14世の逢引に嫉妬していたがヘンリエッタへの想いは変わらず、フランス滞在を引き延ばした末にオルレアン公の不興を買い帰国、1670年のヘンリエッタの葬儀に参列した。一方で諷刺劇の創作という趣味があり、1685年のモンマスの反乱で大した戦功を挙げなかったにもかかわらず、ジェームズ2世からガーター勲章を授けられたフェヴァシャム伯ルイス・ド・デュラスを『セッジムーアの戦い』でこき下ろしている。また、劇作家ジョン・ドライデンも諷刺の対象にしていたといわれ、1671年に戯曲『リハーサル』を書いている。
フリーメイソンのメンバーだった。

## 関連図書
- "George VILLIERS (VLRS641G)". A Cambridge Alumni Database (英語). University of Cambridge.
- Yardley, Bruce. "Villiers, George, second duke of Buckingham". Oxford Dictionary of National Biography (英語) (online ed.). Oxford University Press. doi:10.1093/ref:odnb/28294。 (要購読、またはイギリス公立図書館への会員加入。)